# Salade alsacienne
Pour les articles homonymes, voir Salade, Alsace (homonymie) et Strasbourg (homonymie).
La salade alsacienne ou salade vigneronne alsacienne ou salade strasbourgeoise (avec des saucisses de Strasbourg) est une spécialité culinaire traditionnelle de la cuisine alsacienne, à base de salade composée de cervelas, fromage râpé, tomate, et œuf dur.

## Histoire
Cette salade composée est une recette traditionnelle de restaurant, auberge, winstub et bierstub alsaciens, variante des Wurstsalat (salade de saucisse allemande) de la cuisine allemande. 
Les salades alsacienne ou strasbourgeoise sont couramment déclinées en deux variantes : 
- à base de salade de pommes de terre[3],[4],[5]
- ou à base de feuilles de salade et fromage râpé (gruyère, emmental ou comté)

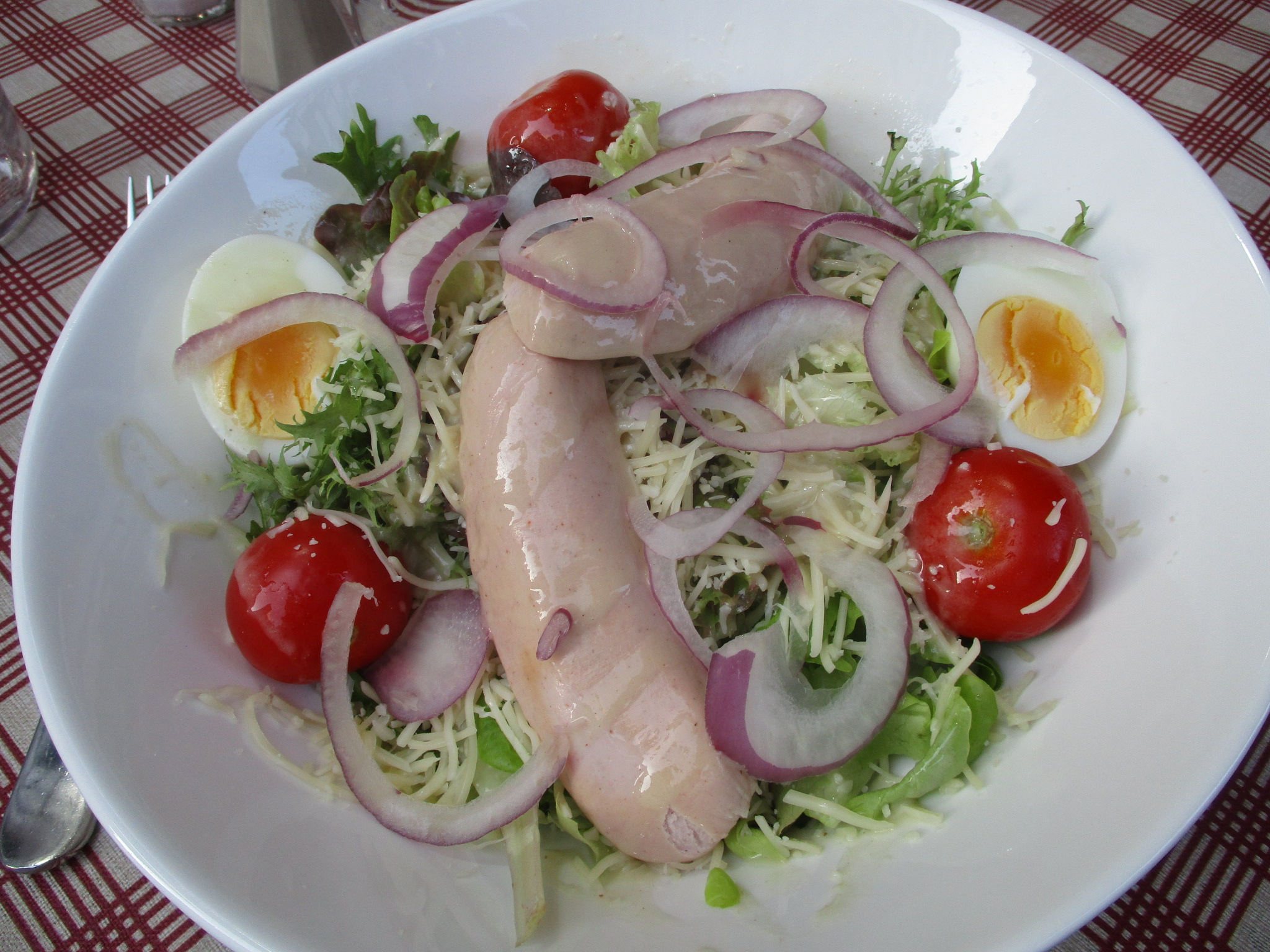
Avec saucisse blanche d'Alsace et fromage râpé.
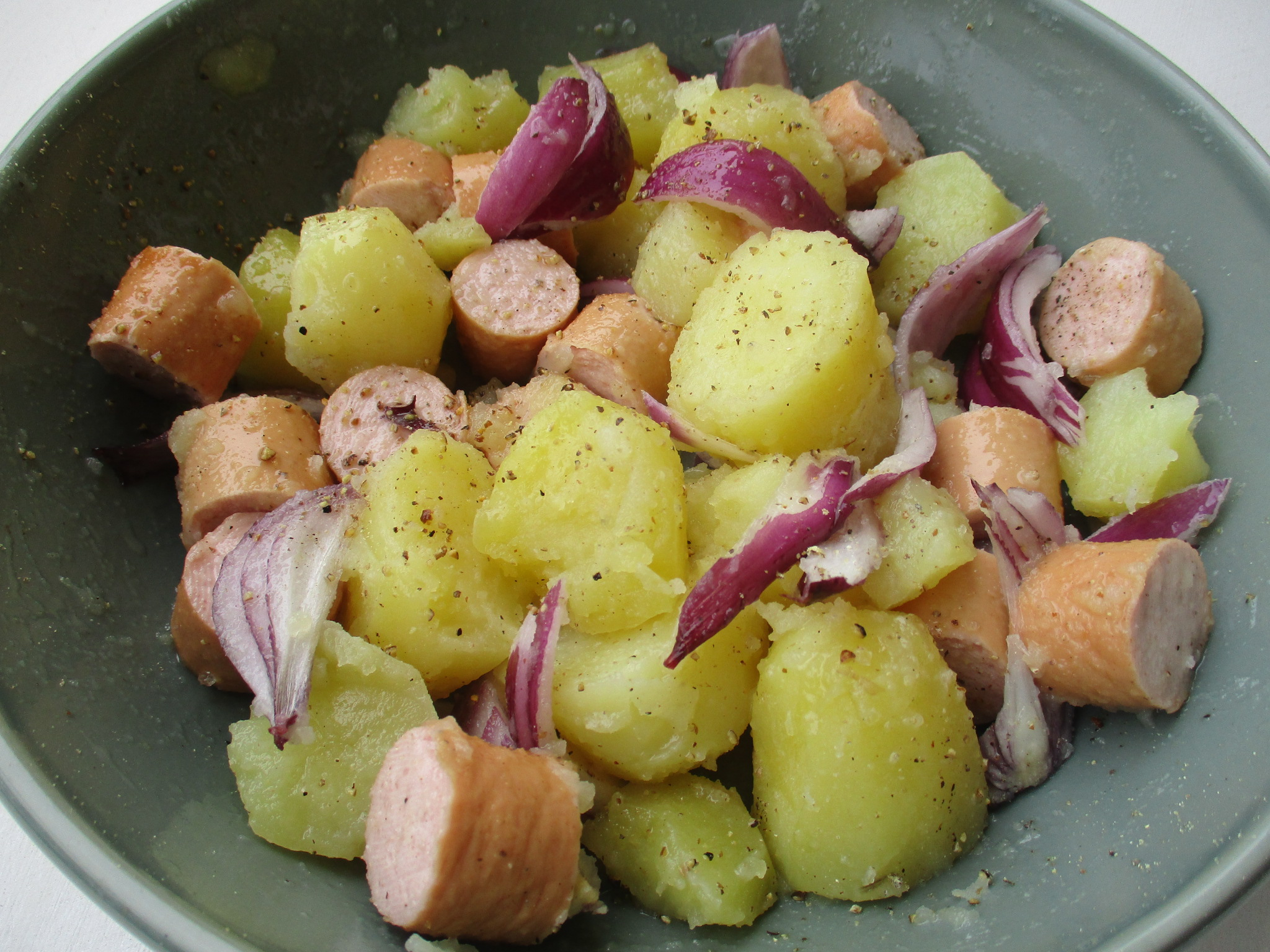
Salade de pommes de terre et saucisse de Strasbourg
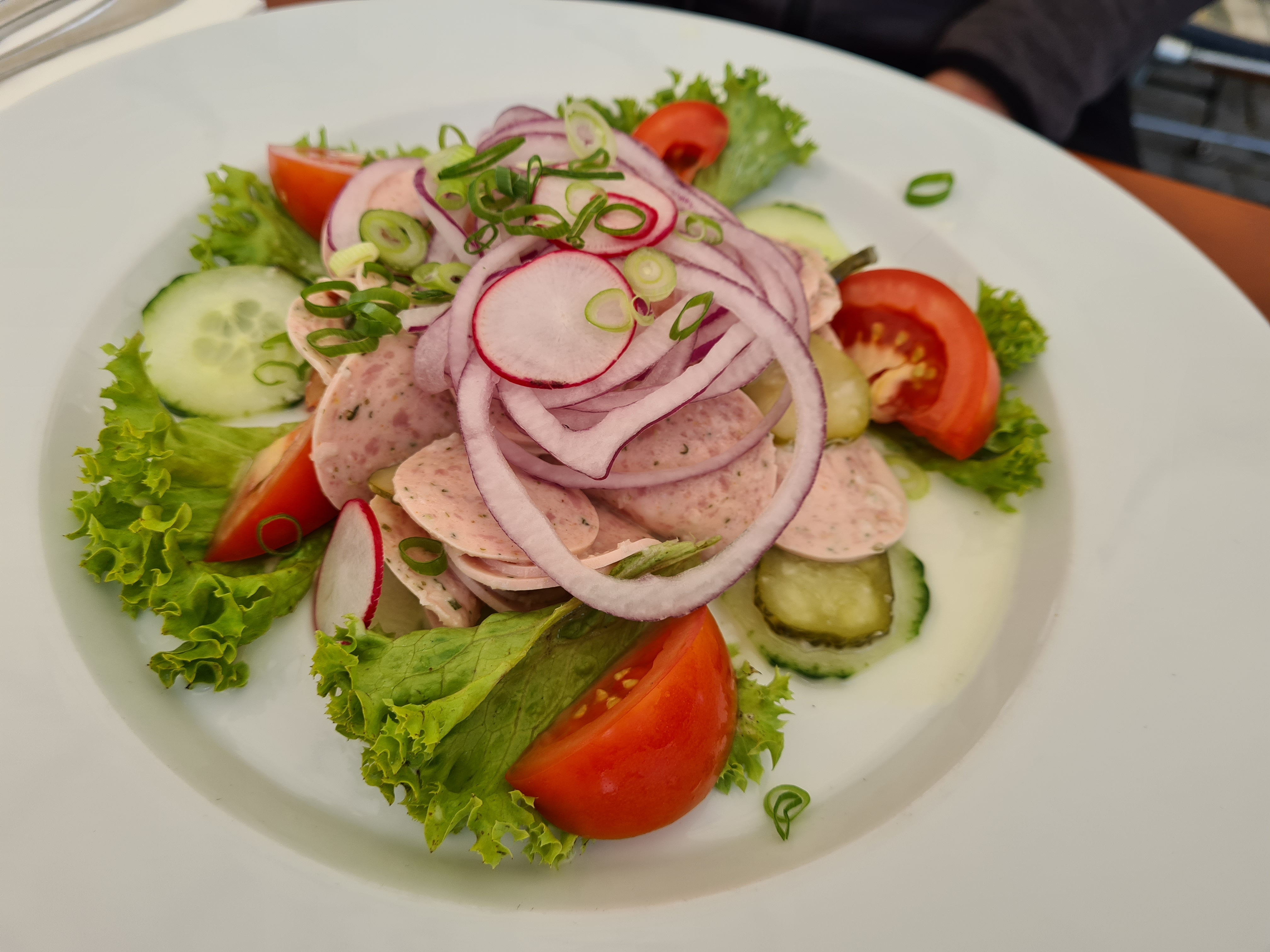
Wurstsalat de cuisine allemande

Le tout est agrémenté de cervelas (ou saucisse blanche d'Alsace, ou saucisse de Strasbourg), tomate (en quartier), œuf dur (en quartier), échalote (ou oignon), cornichon, sel, poivre, et vinaigrette,,.
Elle est généralement nommée « salade vigneronne » sur la route des vins d'Alsace du vignoble d'Alsace, et se déguste généralement avec un vin blanc d'Alsace, ou une bière d'Alsace.